# Liu Yifei
Pour les articles homonymes, voir Liu.
Dans ce nom chinois, le nom de famille, Liu, précède le nom personnel Yifei.
Crystal Liu (nom chinois : Liu Ximeizi, hanzi: 刘茜美子), connue sous son nom de scène Liu Yifei, est une actrice, chanteuse et mannequin américaine d'origine chinoise, née le 25 août 1987 à Wuhan.
Elle est célèbre en Chine pour les rôles qu'elle a joués dans des séries télévisées et dans le monde pour le rôle de Jin Yanzi (Moineau Doré en français) dans le film hollywoodien Le Royaume interdit.
Le film précédent et les deux autres séries télévisées Chinese Paladin (en) et The Return of the Condor Heroes (en), ont fait d'elle encore à ce jour la personnalité préférée des chinois, même le magazine Glam'mag l'a sacrée « Actrice la plus sexy du monde ».
La notoriété de Liu s'accroît considérablement grâce au film Mulan. Le film lui a valu des nominations pour un Critics' Choice Super Awards, un Kids' Choice Award et un Saturn Award, tandis que la maison de joaillerie Bulgari la nomme « Ambassadrice du Bulgari » avant d'être remplacée par Lily Aldridge.

## Biographie

### Enfance et jeunesse

#### Naissance et famille
Elle est née à Wuhan dans la province du Hubei. Elle est la fille unique de Shaokang An (安少康), professeur de français à l'université de Wuhan et premier secrétaire de l'ambassade de Chine en France, et de Xiaoli Liu (刘晓莉), danseuse. Celle-ci est atteinte de strabisme, et malgré son handicap, elle devient mannequin dès l'âge de 8 ans et suit des cours de chant, de danse et de piano,.
Après le divorce de ses parents, elle a choisi de vivre avec sa mère avec laquelle elle déménage en 1998 aux États-Unis, pays dans lequel elle a vécu pendant quatre ans.

#### Études
Durant ses années aux États-Unis, elle habitait avec sa mère à New York dans le Queens où elle a été scolarisée au collège Louis Pasteur 67Q.
Retournée en Chine en juin 2002, elle n'a alors que 15 ans. Trois mois plus tard, elle est acceptée à l'Université de cinéma de Pékin où elle sort diplômée en juillet 2006.

### Carrière

#### 2003 - 2006: Célébrité nationale
L'université de Pékin permet à Yifei de grimper sa popularité en flèche et d'accéder à son premier rôle à la télévision dès la fin 2002 dans The Story of a Noble Family (en) (金粉世家). La série télévisée a atteint un taux d'audience très élevé sur CCTV. En 2003, La même année, elle tient un rôle deutéragoniste dans 
Demi-Gods and Semi-Devils (en), une adaptation du roman wuxia du même titre de Louis Cha. Cette série télévisée a été visionnée à Taïwan et y devenant ainsi le drame chinois le mieux noté.
Entre 2004 et 2006, la série télévisée Chinese Paladin (en) (仙劍奇俠傳) ainsi que celle de The Return of the Condor Heroes (en) (神鵰俠侶) qu'elle incarne en tant que héroïne ont fait d'elle l'actrice la plus belle de Chine, que certains l'appellent même qu'on pourrait traduire par la « belle fée » (仙女姐姐). Les deux dernières séries télévisées lui valent une nomination de China TV Golden Eagle Award (中国电视金鹰奖). Elle a alors 19 ans.

#### 2008 - 2013: Vers reconnaissance internationale
En 2008, Liu incarne le rôle de Jin Yanzi (Moineau Doré en français) dans le film hollywoodien Le Royaume interdit aux côtés de Jackie Chan, Jet Li et de Michael Angarano, puis plus tard au côté de Wang Leehom, acteur américain d'origine taïwanaise.
En 2011, elle joue le rôle de Nie Xiaoqing dans le film A Chinese Ghost Story. L'histoire est tirée des Contes extraordinaires du pavillon du loisir. Il s'agit de contes fantastiques faisant intervenir des êtres surnaturels. Un thème récurrent est celui du lettré séduit par une femme-renarde ou un fantôme, créature plus souvent décrite comme bienveillante que féroce, mais néanmoins dangereuse de par sa nature yin. La même année, elle a été choisie pour le rôle de Wu Qing dans le film wuxia The Four. C'est la première adaptation au cinéma de la série de romans de Woon Swee Oan (en), écrivain malaysien.

#### Depuis 2014: Reconnaissance internationale

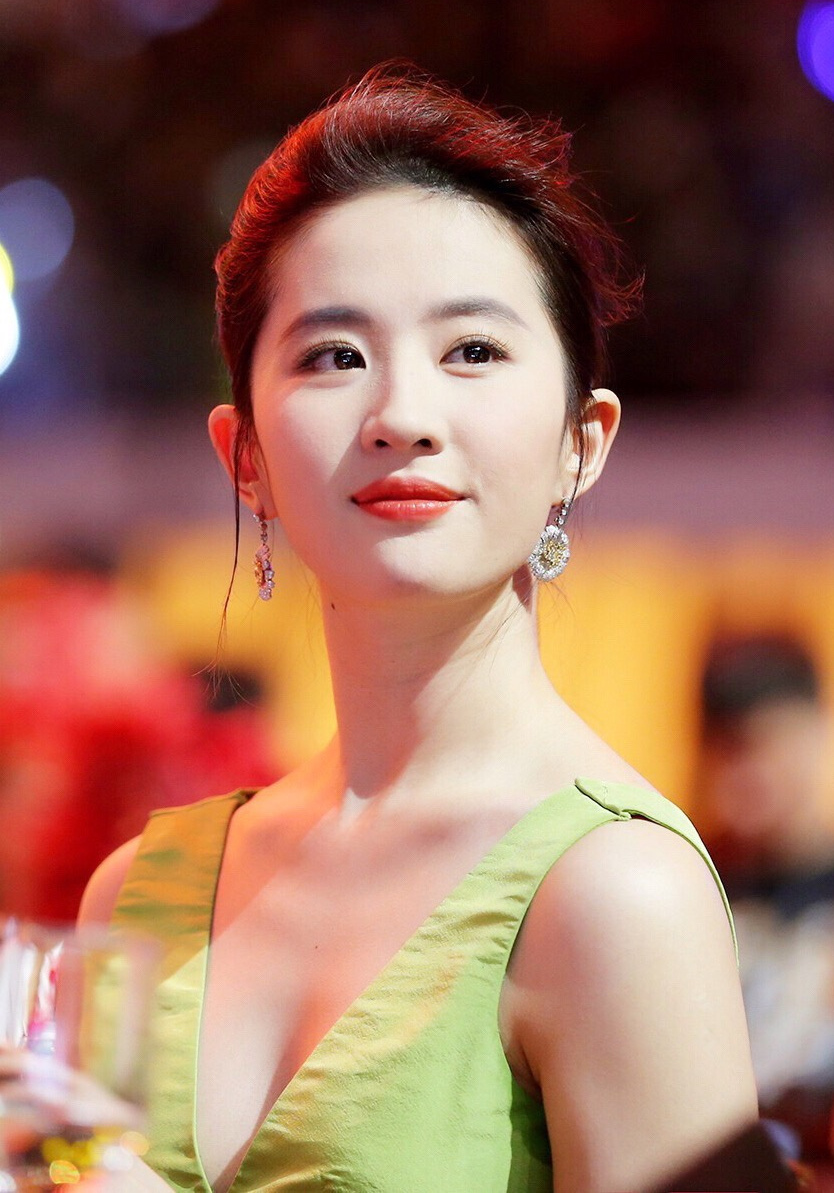
Liu en 2016.

Liu et l'acteur-chanteur coréen Rain sont sélectionnés pour jouer dans le film d'amour For Love or Money (en) basé sur le roman de la romancière hongkongaise Amy Cheung (en).
En 2015, Liu joue dans The Third Way of Love (zh) au côté de Song Seung-heon, lequel deviendra son petit ami. Sa performance dans le film l'a amenée à remporter le prix de l'actrice la plus attendue aux 16e Chinese Film Media Awards (en). La même année, elle est nommée première ambassadrice chinoise de Dior, et devient également ambassadrice de Tissot. 
Très vite, elle se met en apprentissage de la langue de Molière pour un rôle principal. Une première pour sa carrière.
En 2017, Liu joue dans le film Once Upon a Time (en) des réalisateurs Anthony LaMolinara (en) et Zhao Xiaoding.
Dans la même année, elle incarne Ying, une veuve locale avec sa fille pour sauver le pilote Jack Turner, traqué par les forces japonaises, dans The Lost Soldier, film réalisé par Bille August. Le film retrace une partie de l'histoire de l'attaque de Pearl Harbor en 1941. Le film a été présenté au festival international du film de Shanghai en tant que film d'ouverture et Liu a été nommée comme meilleure actrice. Plus tard, Liu et Feng Shaofeng jouent ensemble dans le film de comédie fantastique Hanson and the Beast (en).
La même année, elle est choisie pour interpréter Mulan dans l'adaptation en prises de vues réelles du classique Disney, film réalisé par Niki Caro. Il s'agit de la nouvelle version du dessin animé de 1998 de Disney et sorti en 2020. Film à peine sorti reçoit déjà de nombreuses critiques, d'une part par les défenseurs des Ouïghours à cause de l'un des lieux de tournage censé incarcérer des centaines de milliers de musulmans, d'autre part, d'autres disent que le film n'est rien d'autre qu'un produit de propagande du régime chinois, encore d'autres disent qu'en raison de certaines modifications du film, il s'apparente plus à un conte chinois.
Liu décide de jouer dans The Love of Hypnosis (en). C'est son premier retour dans les séries télévisées en douze ans.

### Vie privée
Elle a été en couple avec Song Seung-heon, acteur, chanteur et mannequin sud-coréen également très connu en Asie. Ils se sont rencontrés dans le film romantique chinois, The Third Way of Love (en). Leur relation prend fin le 25 janvier 2018 en raison de leur emploi du temps chargé.

## Polémiques
En août 2019, elle annonce soutenir la police de Hong Kong au cours des manifestations pro-démocratie qui s'y déroulent. Cela entraîne une vague de colère et des milliers de personnes qui appellent au boycott de Mulan, ayant déjà reçu des critiques. Son soutien a terni sérieusement sa réputation,. À la suite de ce soutien, Liu ne s'est pas présentée à l'Expo D23 2019, ce qui a donné aux fans un aperçu exclusif de Mulan. 
Le 10 mars 2020, après la sortie du film et lors d'une interview avec le magazine Variety, Liu s'est décrite elle-même comme « asiatique » au lieu de « chinoise », ce qui a provoqué la colère des internautes chinois, qui l'ont accusée d'oublier ses racines, et se sont demandé pourquoi une ressortissante comme elle pouvait hériter « l'icône chinoise légendaire »,.
En mars 2021, Liu a rompu les liens avec la marque Adidas à la suite d'une implication des travailleurs forcés des ouïghours. Décision également prise par d'autres célébrités chinoises dans le cadre d'une campagne du gouvernement chinois pour faire pression sur les marques et les consommateurs occidentaux pour qu'ils achètent du coton produit dans la région.

## Filmographie

### Cinéma
- 2004 : Love of May (五月之恋) de Hsu Hsiao-Ming : Zhao Xuan
- 2004 : The Love Winner (en) (喜歡你喜歡我) de Kevin Chu : Jin Qiaoli
- 2006 : Abao's Story (zh) (阿宝的故事) : Xixi (invitée)
- 2008 : Le Royaume interdit (The Forbidden Kingdom) de Rob Minkoff : Moineau Doré
- 2010 : Love in Disguise (en) (恋爱通告) de Wang Leehom : Song Xiaoqing
- 2011 : A Chinese Ghost Story (倩女幽魂) de Wilson Yip : Nie Xiaoqian
- 2011 : Le Dernier Royaume (鸿门宴) de Daniel Lee Yan-kong : Consort Yu
- 2012 : The Four (四大名捕) de Gordon Chan et Janet Chun : Wu Qing
- 2012 : The Assassins (铜雀台) de Zhao Linshan : Lingju / Diao Chan
- 2013 : The Four II (四大名捕2, Sì Dà Míng Bǔ 2) de Gordon Chan : Wu Qing
- 2014 : The Four III (四大名捕3, Sì Dà Míng Bǔ 3) de Gordon Chan : Wu Qing
- 2014 : For Love or Money (en) (露水红颜) de Gao Xixi : Xing Lu
- 2014 : Croisades (Outcast) de Nicholas Powell : Zhao Lian
- 2015 : The Third Way of Love (en) (第三种爱情) de Lee Jae-han : Zou Yu
- 2016 : Le paon de nuit (en) (夜孔雀) de Dai Sijie : Elsa
- 2016 : So Young 2 : Never Gone (en) (原来你还在这里) de Zhou Tuo Ru : Su Yunjin
- 2017 : Once Upon a Time (en) (三生三世十里桃花) de Zhao Xiaoding et Anthony LaMolinara : Bai Qian / Si Yin / Su Su
- 2017 : The Lost Soldier (The Chinese Widow) de Bille August : Ying
- 2017 : Hanson and the Beast (en) (二代妖精) de Xiao Yang : Bai Xianchu
- 2020 : Mulan de Niki Caro : Mulan

### Télévision
- 2003 : The Story of a Noble Family (en) (金粉世家) de Li Dawei : Bai Xiuzhu
- 2003 : Demi-Gods and Semi-Devils (en) (天龙八部) : Wang Yuyan
- 2005 : Chinese Paladin (en) (仙剑奇侠传) : Zhao Ling'er
- 2005 : Doukou Nianhua (zh) (豆蔻年华) : Teacher Xiao Zhao (invitée)
- 2006 : The Return of the Condor Heroes (en) (神鵰俠侶) de Yu Min et Zhao Jian : Xiaolongnü
- 2018 : The Love of Hypnosis (en) (南烟斋笔录) : Lu Mansheng
- 2022 : A Dream Of Splendor (en) : (梦华录) : Zhao Paner
- 2023 : Meet yourself (zh) : (去有风的地方) : Xu Hongdou
- 2023 : The Tale of Rose (en): (玫瑰故事) : Huang yimei

## Discographie

### Albums
| Albums                                                                                                | Liste des parutions | Notes          |
| --- | --- | -------------- |
| Titre: Liu Yifei Label: Sony BMG Music Entertainment (Hong Kong) Limited Date de sortie: 31 Août 2006 | 1. 泡芙女孩 2. 就要我滋味 3. 心悸 4. 幸运草 5. 放飞美丽 6. 世界的秘密 7. 一克拉的眼泪 8. 做你的秒钟 9. 毛毛雨 10. 爱的延长赛                                                                                                | Album chinois  |
| Titre: All My Words Label: Sony Music Entertainment Japan Date de sortie: 6 Septembre 2006            | 1. 真夜中のドア 2. 恋する週末 3. HAPPINESS 4. 愛のミナモト 5. どこまでも ひろがる空に向かって 6. テノヒラノカナタ 7. My sunshiny day 8. 世界の秘密 9. CLOSE TO ME 10. 月の夜 11. スピード 12. Pieces of my words ～言の花～ | Album japonais |

### Singles
| Albums                                                                                        | Liste des parutions                                                                                     | Notes          |
| --------------------------------------------------------------------------------------------- | --- | -------------- |
| Titre: Mayonaka no Door Label: Sony Music Entertainment Japan Date de sortie: 19 Juillet 2006 | 1. 真夜中のドア 2. brightly 3. 真夜中のドア (Musique instrumentale) 4. brightly (Musique instrumentale) | Album japonais |

### Bandes sonores
| Année | Titre en anglais                             | Titre en chinois | Album            | Notes                                                      |
| ----- | -------------------------------------------- | ---------------- | ---------------- | ---------------------------------------------------------- |
| 2006  | I Want My Taste                              | 我要我的滋味     |                  | Chanson thème pour entreprise laitière Yili                |
| 2011  | Lan Ruo's Lyrics                             | 兰若词           |                  | Chanson thème pour jeu vidéo A Chinese Ghost Story Online. |
| 2011  | Song of Chu                                  | 楚歌             | White Vengeance  | Avec Feng Shaofeng                                         |
| 2012  | Dreams Won't Die                             | 梦不死           | The Four         | Avec Deng Chao, Ronald Cheng & Collin Chou                 |
| 2012  | Waiting For Snow                             | 等雪来           | The Assassins    | Avec Chow Yun-fat                                          |
| 2013  | Letting Go                                   | 放下             | The Four II      |                                                            |
| 2016  | Still Here                                   | 还在这里         | Never Gone       | Avec Reno Wang                                             |
| 2017  | Three Lifetimes, Ten Miles of Peach Blossoms | 三生三世十里桃花 | Once Upon a Time | Avec Yang Yang                                             |
| 2020  | Réflexion                                    | 自己             | Mulan            | Chant en anglais. Version chinoise chantée elle-même.      |

## Récompenses et nominations

### Deux meilleurs films récompensés parFIAPF
| Année | Récompense                                 | Série             | Catégorie         | Résultat |
| ----- | ------------------------------------------ | ----------------- | ----------------- | -------- |
| 2016  | FFM de Montréal                            | Night Peacock     | Meilleure actrice | Nommé    |
| 2017  | Festival international du film de Shanghai | The Chinese Widow | Meilleure actrice | Nommé    |

### Autres récompenses
| Année | Récompense                              | Série                      | Catégorie                   | Résultat |
| ----- | --------------------------------------- | -------------------------- | --------------------------- | -------- |
| 2013  | Macau International Movie Festival (en) | The Assassins              | Meilleure actrice           | Lauréat  |
| 2016  | Chinese Film Media Awards (en)          | The Third Way of Love      | Actrice la plus attendue    | Lauréat  |
| 2016  | Guangzhou College Student Film Festival | Night Peacock & Never Gone | Actrice la plus populaire   | Lauréat  |
| 2017  | Macau International Movie Festival      | Once upon a time           | Meilleure actrice           | Nommé    |
| 2021  | Guangzhou College Student Film Festival | Once upon a time           | Meilleure actrice           | Nommé    |
| 2021  | Critics' Choice Super Awards            | Mulan                      | Meilleure actrice en action | Nommé    |
| 2021  | Nickelodeon Kids' Choice Awards         | Mulan                      | Meilleure actrice du cinéma | Nommé    |
| 2021  | Saturn Awards                           | Mulan                      | Meilleure actrice           | Nommé    |